# Stefan Lehnberg
Stefan Lehnberg (* 5. August 1964 in Hannover) ist ein deutscher Autor, Schauspieler und Regisseur, der hauptsächlich im humoristischen Bereich tätig ist. Er lebt in Berlin.

## Werdegang
Nach Abitur und Zivildienst begann er seine Theaterlaufbahn als Regieassistent und Abendspielleiter an der Landesbühne Hannover. Anschließend nahm er Schauspielunterricht u. a. bei Jakob Jenisch (Folkwang-Schule, Essen), Augusto Fernandes, Raphael Maria Burger, Oleg Kudriaschow (Gitis, Moskau), Robert Lewis (Actor Studio New York). Außerdem absolvierte er ein Studium als Kulturmanager an der Fernuniversität Hagen.
Lehnberg arbeitete als Schauspieler und/oder Regisseur am heutigen Staatstheater Nürnberg, Kom(m)ödchen Düsseldorf, Deutsches Theater Göttingen, Eduard-von-Winterstein-Theater, Hansa-Theater (Berlin) (als Schauspieldirektor) u. a.
Als Autor war er unter anderem tätig für Die Harald Schmidt Show, 7 Tage, 7 Köpfe, RTL Samstag Nacht, Anke Late Night, Was guckst du?, Die dreisten Drei, Chartbreak Hotel, Weibsbilder, WunderBar, Die Kookaburrashow, Titanic – Das endgültige Satiremagazin, Satirikon sowie Antonia von Romatowskis Merkelmania. Von August 2008 bis Dezember 2021 lief deutschlandweit die tägliche Radio-Comedy Küss mich, Kanzler, für die er als alleiniger Autor, Regisseur und männlicher Hauptdarsteller tätig war. Auch hat er mehrere Theaterstücke und Romane verfasst. Sein Roman Mein Meisterwerk wurde mit dem Ephraim-Kishon-Literaturpreis ausgezeichnet. Unter dem Pseudonym Guy McLean schreibt er humoristische Kriminalromane über den faulen Detektiv wider Willen, Lord Danby. Ein weiteres Pseudonym lautet T. H. Lawrence.
Lehnberg tritt auch als Solo-Comedian auf; hauptsächlich in Berlin, beispielsweise in Die Wühlmäuse, der Scheinbar oder im Comedy Club Kookaburra.
Er war Dozent der Comedyclass des Instituts für Schauspiel-, Film und Fernsehberufe in Berlin und hat zwei Bücher über Comedy verfasst.

## Werke
- Mein Meisterwerk. Roman. Langen-Müller, 2013, ISBN 978-3-7844-3318-9.
- Küss mich, Kanzler!: Haushaltsdebatten bei Merkels. Langen-Müller, 2014, ISBN 978-3-7844-3362-2.
- mit Christian Dietrich Grabbe: Scherz, Satire, Ironie und tiefere Bedeutung: Ein Lustspiel in drei Akten. 2015, ISBN 978-1-5141-2478-9.
- MEIN EID -–Der fabelhafte Tod des Joseph Goebbels: Eine Tragik-Groteske. Theaterstück. 2015, ISBN 978-1-5153-6087-2.
- Das persönliche Tagebuch von Wladimir Putin. Lappan-Verlag, 2016, ISBN 978-3-8303-3419-4.
- Durch Nacht und Wind – Die criminalistischen Werke des Johann Wolfgang von Goethe. Tropen-Verlag, ISBN 978-3-608-50376-0.
- Die Affäre Carambol – Die criminalistischen Werke des Johann Wolfgang von Goethe. Band 2, Tropen-Verlag, ISBN 978-3-608-50354-8.
- Die Briefe des Ikarus – Die criminalistischen Werke des Johann Wolfgang von Goethe. Band 3, Tropen-Verlag, ISBN 978-3-608-11570-3.
- Wege aus der Hoffnung – Satiren. Verlag Brot und Spiele, Wien, 2022, ISBN 978-3-903406-04-9.
- Comedy für Profis – Das Praxisbuch für Autoren und Comedians. Bookmundo 2020, ISBN 978-94-6386-268-4.
- Der Komödiant – Eine Anleitung zum komischen Spiel für Schauspieler und Regisseure. Bookmundo 2024, ISBN 978-94-0374724-8.
- Was ist Komik? – Eine Definition. Bookmundo 2025, ISBN 978-94-6398-981-7.
- Emily und die Prinzessinnenschule. Bookmundo 2020, ISBN 978-94-63982689.
- Piazza di Siena – Ein köstlich verrückter Bücherkrimi. Bookmundo 2020, ISBN 978-94-63984096.
- Das seltsame Verschwinden der Cynthia Foy – Ein Jack-Huxley-Krimi. Bookmundo 2020, ISBN 978-94-03613-857.
- Schnee auf dem Zauberberg – oder wie Thoman Mann Ernest Hemingway in Venedig begegnete. Bookmundo 2021, ISBN 978-9403613505.
- Guy McLean (Pseudonym): Lord Danby – Mord auf Asher Castle. Dotbooks, München, ISBN 978-3966551236.
- Guy McLean (Pseudonym): Lord Danby – Die Deauville-Affäre. Dotbooks, München, ISBN 978-3966551250.
- Guy McLean (Pseudonym): Lord Danby – Der mysteriöse Passagier. Dotbooks, München, ISBN 978-3966551342.
- Guy McLean (Pseudonym): Lord Danby – Der Indische Saphir. Dotbooks, München ISBN 978-3986909918.
- T. H. Lawrence (Pseudonym): Der Teufel von Dublin – Neue Father-Brown-Krimis. St Benno Verlag, Leipzig, ISBN 978-3746263038.